# サッカーブルキナファソ代表
サッカーブルキナファソ代表（サッカーブルキナファソだいひょう、仏: Équipe du Burkina Faso de football）は、ブルキナファソサッカー協会によって構成される、ブルキナファソのサッカーのナショナルチームである。ホームスタジアムは、首都・ワガドゥグーにあるスタッド・ドゥ・キャトル＝ウ。
1984年に現在の国名（ブルキナファソ）に変更されるまでは、「オートボルタ代表」として活動していた。

## 概要
アフリカネイションズカップには2021年大会まで出場13回を数える。2013年大会では初の決勝進出を果たしたが、ナイジェリア代表に敗れ準優勝に終わった。
FIFAワールドカップには2014 FIFAワールドカップ・アフリカ3次予選で、アルジェリア代表にホームで3-2と勝利したがアウェーで0-1で敗れ、アウェーゴールの差でW杯初出場はならなかった。

## 成績

### FIFAワールドカップ
- 1962 - 不参加
- 1966 - 不参加
- 1970 - 不参加
- 1974 - 不参加
- 1978 - 予選敗退
- 1982 - 不参加
- 1986 - 不参加
- 1990 - 予選敗退
- 1994 - 棄権
- 1998 - 予選敗退
- 2002 - 予選敗退
- 2006 - 予選敗退
- 2010 - 予選敗退
- 2014 - 予選敗退
- 2018 - 予選敗退
- 2022 - 予選敗退

### アフリカネイションズカップ
| 1957 | 不参加   | 1978 | グループリーグ敗退 | 1998 | 4位                | 2017 | 3位      |
| 1959 | 不参加   | 1980 | 不参加             | 2000 | グループリーグ敗退 | 2019 | 予選敗退 |
| 1962 | 不参加   | 1982 | 予選敗退           | 2002 | グループリーグ敗退 | 2021 | 4位      |
| 1963 | 不参加   | 1984 | 不参加             | 2004 | グループリーグ敗退 | 2023 | ベスト16 |
| 1965 | 不参加   | 1986 | 不参加             | 2006 | 予選敗退           |      |          |
| 1968 | 予選敗退 | 1988 | 不参加             | 2008 | 予選敗退           |      |          |
| 1970 | 棄権     | 1990 | 予選敗退           | 2010 | グループリーグ敗退 |      |          |
| 1972 | 棄権     | 1992 | 予選敗退           | 2012 | グループリーグ敗退 |      |          |
| 1974 | 予選敗退 | 1994 | 棄権               | 2013 | 準優勝             |      |          |
| 1976 | 不参加   | 1996 | グループリーグ敗退 | 2015 | グループリーグ敗退 |      |          |

### 西アフリカネイションズカップ
| 開催年 | 結果               | 試合   | 勝利   | 引分   | 敗戦   | 得点   | 失点   |
| ------ | ------------------ | ------ | ------ | ------ | ------ | ------ | ------ |
| 1982   | 不参加             | 不参加 | 不参加 | 不参加 | 不参加 | 不参加 | 不参加 |
| 1983   | 不参加             | 不参加 | 不参加 | 不参加 | 不参加 | 不参加 | 不参加 |
| 1984   | 4位                | 5      | 1      | 3      | 1      | 6      | 7      |
| 1986   | 4位                | 6      | 1      | 1      | 4      | 2      | 7      |
| 1987   | グループリーグ敗退 | 3      | 1      | 0      | 2      | 3      | 4      |
| 合計   | 3/5                | 14     | 3      | 4      | 7      | 11     | 18     |

### WAFUネイションズカップ
| 開催年 | 結果               | 試合   | 勝利   | 引分   | 敗戦   | 得点   | 失点   |
| ------ | ------------------ | ------ | ------ | ------ | ------ | ------ | ------ |
| 2010   | 4位                | 5      | 2      | 0      | 3      | 9      | 8      |
| 2011   | 不参加             | 不参加 | 不参加 | 不参加 | 不参加 | 不参加 | 不参加 |
| 2013   | グループリーグ敗退 | 3      | 0      | 1      | 2      | 3      | 5      |
| 合計   | 2/3                | 8      | 2      | 1      | 5      | 12     | 13     |

## 歴代監督
- オットー・プフィスター 1976-1978
- ハインツ＝ペーター・ウベルジャン（英語版） 1985
- イドリッサ・トラオレ（英語版） 1992-1996
- カリクステ・ザグレ（英語版） 1996
- イワン・ヴトフ（英語版） 1996-1997
- マリク・ジャービル（英語版） 1997
- フィリップ・トルシエ 1997-1998
- ディディエ・ノト（英語版） 1998-1999
- ルネ・テールマン（英語版） 2000
- シディキ・ディアラ（英語版） 2000-2001
- オスカー・フラーネ（英語版） 2001-2002
- ジャン＝ポール・ラビエ（英語版） 2002-2004
- イヴィツァ・トドロフ（英語版） 2004-2005
- ベルナール・シモンディ（英語版） 2005-2006
- イドリッサ・トラオレ（英語版） 2006-2007
- ディディエ・ノト（英語版） 2007
- パウロ・ジョルジェ・ロベルト・ドゥアルテ（英語版） 2008-2012
- ポール・ピュト 2012-2015
- ゲルノト・ロール 2015
- パウロ・ジョルジェ・ロベルト・ドゥアルテ（英語版） 2015-2019[1]
- カモウ・マロ（英語版） 2019-2022
- ユベール・ヴェルド（英語版） 2022-

## 歴代選手

### GK
- アブドゥライ・スラマ 1997-
- ダウダ・ディアキテ 2003-
- ジェルマン・サヌー 2010-
- エルヴェ・クアク・コフィ 2016-

### DF
- サイドゥ・パナンデティグイリ 2002-
- ウィルフリード·バリマ2004-
- ルサザエ・ギインソフ2004-
- アンリ・トラオレ 2005-
- パウル・クリバリ 2006-
- スマイラ・ベレン 2006-
- バカリ・コネ 2007-
- スティーブ・ヤゴ 2013-
- ヤクバ・クリバリ 2015-

### MF
- ウィルフリード・サヌ 2001-2014
- フロラン・ルアンバ 2004-
- ジョナサン・ピトロイパ 2006-
- アラン・トラオレ 2006-
- シャルル・カボレ 2006-
- モハメド・コフィ 2006-
- ワゼキンボ・フラミセミ2006-
- イスフ・ウアッタラ 2008-
- アダマ・ギラ 2010-
- ジャカリジャ・コネ 2011-
- アブドゥ・ラザク・トラオレ 2011-
- アリ・ラボ 2012-
- ブライアン・ダボ 2018-

### FW
- ムムニ・ダガノ 1999-2014
- ウーグ＝ウィルフリード・ダー 1999-
- ヒュフゾル・オミスシアミ2001-2003
- デュド・ミヌング 2002-2005
- アリスティド・バンセ 2003-
- アブドゥライ・シセ 2003-
- アビブ・バモゴ 2009-2010
- プレジュス・ナクルマ 2012-
- ベルトラン・トラオレ 2012-
- シリル・バヤラ 2015-
- アントニー・クーラ 2017-